# Anemone milinensis
Anemone milinensis är en ranunkelväxtart som beskrevs av Wen Tsai Wang. Anemone milinensis ingår i släktet sippor, och familjen ranunkelväxter. Inga underarter finns listade i Catalogue of Life.